# Sesuvium verrucosum
Sesuvium verrucosum là một loài thực vật có hoa trong họ Phiên hạnh. Loài này được Raf. miêu tả khoa học đầu tiên năm 1836.